# Дворана Пецара
Дворана Пецара је вишенаменска спортска дворана у Широком Бријегу, Босна и Херцеговина. Капацитет дворане је 4.500 седећих места, а своје домаће утакмице овде игра ХКК Широки. 
Дворана је поред спортских оспособљена и за одржавање других музичких и културних манифестација. У склопу дворане се налази и фитнес центар, који се простире на 500 m².